# Sundstatjärnet
Sundstatjärnet är en sjö i Sundsta i Karlstad i Karlstads kommun i Värmland och ingår i Göta älvs huvudavrinningsområde. Sjön har en area på 0,0671 kvadratkilometer och ligger 45 meter över havet.

## Delavrinningsområde
Sundstatjärnet ingår i det delavrinningsområde (658780-136963) som SMHI kallar för Utloppet av Sundstadstjärnet. Medelhöjden är 46 meter över havet och ytan är 0,29 kvadratkilometer. Det finns inga avrinningsområden uppströms utan avrinningsområdet är högsta punkten. Vattendraget som avvattnar avrinningsområdet har biflödesordning 2, vilket innebär att vattnet flödar genom totalt 2 vattendrag innan det når havet efter 239 kilometer. Bebyggelsen i området täcker en yta av 0,28 kvadratkilometer eller 99 procent av avrinningsområdet.